# Propyfenazon
Propyfenazon is een pijnstiller, vaak gebruikt in combinatie met paracetamol en cafeïne (bijvoorbeeld in Saridon® en Daro Hoofdpijnpoeders® van Remark Pharma). Het is sinds 1951 internationaal op de markt. Propyfenazon is een antipyretische stof, dat wil zeggen dat het zorgt dat de lichaamstemperatuur niet te veel oploopt, bijvoorbeeld bij koorts. Tevens is het ontstekingsremmend.
Een volwassene mag maximaal 900 milligram propyfenazon per dag binnenkrijgen. Kinderen mogen géén propyfenazon gebruiken.